# Karlštejn (národní přírodní rezervace)
Národní přírodní rezervace Karlštejn je chráněné území rozléhající se severně od toku Berounky. Bylo vyhlášeno 26. dubna 1955 a představuje převážně lesnaté území s výraznou členitostí povrchu utvářenou jednotlivými údolími potoků Budňanského, Bubovického a Loděnického. Konkrétně se jedná o oblast Karlštejnské vrchoviny, mezi obcemi Beroun, Vráž, Mořina, Karlštejn a Srbsko. S rozlohou 1547 ha je největším chráněným územím v Českém krasu. Rezervace má také velký geologický význam, který reprezentují geologické profily, přírodní nebo lomové, dále podzemní ale i povrchové krasové jevy a v neposlední řadě světově proslulé paleontologické lokality. Pro tuto lokalitu je typická obrovská biotopová rozmanitost, kterou podmiňuje samotná členitost povrchu i vápencové podloží. Stala se útočištěm mnoha chráněných rostlin (rudohlávek jehlancovitý), živočichů (čolek velký) a hub. Rezervace byla pro svůj celoevropský význam oceněna prestižním Diplomem Rady Evropy v roce 2000.

## Lokalita
NPR Karlštejn svojí rozlohou 1547 ha představuje nejrozsáhlejší ukázku přírody CHKO Český kras. Území spadá do oblasti Středočeského kraje, konkrétně pod město Beroun. Severně od Berounky mezi Berounem, Vráží, Mořinou, Karlštejnem a Srbskem v nadmořské výšce 216 až 440 m se rozkládá poměrně členité, lesnaté území rozdělené údolími Bubovického, Budňanského a Loděnického potoka. Oblast Karlštejn-Koda byla zařazena do Natury 2000 jako evropsky významná lokalita.

## Historie
Z historického hlediska možno NPR Karlštejn řadit k nejvýznamnějším archeologickým oblastem na území České republiky. Svědčí o tom mnoho archeologických nalezišť. Zejména se jedná o jeskyně, které byly osídleny, což je možné tvrdit na základě dokladů nalezených v těchto oblastech. Zajímavostí je paleolitická stanice pod otevřeným nebem i samotné hradiště. Celé území rezervace je možné rozdělit do několika základních lokalit. Z hlediska nejvýznamnějších archeologických nálezů: Hostim, Srbsko, Svatý Jan pod Skalou. Do areálu jeskyní Na Bříči v oblasti Srbska patří například jeskyně Jezerní, Galerie, Hlohová, Nad Úzkou, Nad Galerií, Myší díry, Nová neboli Hájkova a Barrandova. Ve všech byly objeveny zbytky lineární nebo vypíchané keramiky, která byla typická pro neolitickou kulturu (6000 let př. n. l.). Další lokalitou je Hostim známa zejména tábořištěm ležícím ve výšce 40 až 45 m nad úrovní dnešní Berounky (Šanův kout). Jedná se o tábořiště paleolitického stáří (10 470 př. n. l.), s půdorysem obydlí. Spolu s nimi byly objeveny rytiny v břidlicích, z nichž nejznámější je rytina koně. Další zajímavostí je hradiště tzv. Kozel, nacházející se v nadmořské výšce 278 až 304 m n. m. nad tokem Berounky. Plošina ze tří stran těžce přístupná, skalní stěny z jihu východu a jihozápadu jsou vysoké až 65 m. Část vnějšího opevnění byla poškozena lomem Alkazar. Osídlení tohoto útvaru se předpokládá ve střední mladší době bronzové. Svatý Jan pod Skalou je lokalitou vyznačující se několika útvary hodných obdivu. Prvním z nich je jeskyně Na průchodě do které se vstup nachází ve výši 261 m n. m. Jeskyně se otevírá také k povrchu a to třemi osobitými otvory. Z jejích útrob pochází mnoho nálezů středního paleolitu, kultury s lineární a vypíchanou keramikou, eneolitu, pozdní doby bronzové, doby halštatské a také středověku. Dále jsou to dvě hradiště a to U Kříže a Nad Klášterem. Za zmínku stojí i prakoviště, které bylo vystavěno pražskými husitskými vojsky při obléhání Karlštejna v roce 1422 na Kněží hoře a Javorce.

## Přírodní poměry

### Geologie
Oblast rezervace hraje důležitou roli z hlediska geologie a paleontologie. Celé území leží na vápencovém podkladě, v oblasti můžeme sledovat střídaní synklinálních a antiklinálních struktur a také přechod geologických vrstev od spodního siluru až do středního devonu. Přechod mezi jednotlivými útvary je možné nejlépe pozorovat na Budňanské skále na levém břehu Berounky v Karlštejně.
Další z významných odkryvů nalezneme v údolí Berounky pod lomem Alkazar, jedná se ale o profil vulkanickou facií siluru v lokalitě bývalého vulkanického centra u Svatého Jana pod Skalou. V údolí Budňanského potoka mezi Karlštejnem a dubem Sedmi bratří, je možné pozorovat úplný devonský profil. Kromě silurských a devonských vrstev je možné v NPR Karlštejn nalézt stopy mladší sedimentace, probíhající na území ve svrchní křídě. Jde o písčité sedimenty obsahující známky mořské fauny, (lom Na Stydlých vodách). Z čtvrtohor jsou zachovány terasové stupně a sprašové navěje, které byly uloženy samotným tokem Berounky po dobu jejího vývoje. Jde o štěrkovité a hrubozrnné písčité sedimenty pleistocénu. Území rezervace se vyznačuje také pestrostí půd. Nalezneme zde hnědozemě na spraších, všechny vývojová stádia rendzin (vápence), eubázické kambizemě až bazické rankery na diabasech. Na břidlicích a pískovcích se vyvinuli fluvizemě a méně úživné kambizemě. Za zmínku také stojí krasové jevy hlavně v údolí Kačáku (Loděnice) a v údolí Berounky. Na území je evidováno přes 100 jeskyň, přičemž některé z nich byly osidlovány lidmi dokonce již před 40 tisíci lety.

### Flóra
Povrch v oblasti rezervace je výrazně členitý, prosekaný jednotlivými údolími vodních toků a z převážné většiny pokryt lesním porostem. Jedná se zejména o černýšové dubohabřiny, které byly dlouhodobě obhospodařovány jako pařeziny, což způsobilo že se do převahy dostal habr. Na straně druhé to ale umožnilo zachování bylinného patra se zástupci: jaterník trojlaločný (Hepatica nobilis), hrachor jarní (Lathyrus vernus), prvosenka jarní (Primula veris) ap. V oblastech s jílovitými a částečně zamokřenými půdami rostou typické mochnové doubravy, kde má převahu dub zimní a v podrostu druhy jako je mochna bílá (Potentilla alba), bukvice lékařská (Betonica officinalis), srpice barvířská (Serratula tinctoria), svízel severský (Galium boreale). Druhem poměrně významným je hrachor chlumní (Lathyrus lacteus) a dál druh třemdava bílá (Dictamnus albus), chrpa chlumní (Centaurea triumfettii), sasanka lesní (Anemone sylvestris), jetel alpínský (Trifolium alpestre). Vzácným zástupcem vstavačovitých rostlin je rudohlávek jehlancovitý (Anacamptis pyramidalis), který v Čechách roste jenom v NPR Karlštein. Také je odtud popsán jeřáb krasový (Sorbus eximia), endemit Českého krasu. V lokalitách s nedostatkem vláhy a vysokým osluněním mají převahu druhy se submediteránním a subkontinentálním rozšířením: bělozářky, kavyly, včelník rakouský (Dracocephalum austriacum) apod. Skály roklí severní svahy jsou osidlovány pěchavou vápnomilnou, a skupinami dealpinských druhů např. lomikámen vždyživý (Saxifraga paniculata), penízek horský (Thlaspi montanum). Suťové lesy s lípou a javorem se vyskytují v polohách velice podobných. V minulosti docházelo k vysazení nepůvodních druhů, zejména smrků, akátu a borovice černé. Některé z těchto porostů přechází postupně v kultury přirozené, nakolik se v nich vyskytují vzácné houby a tedy budou zachovány jako např. smrkové monokultury.

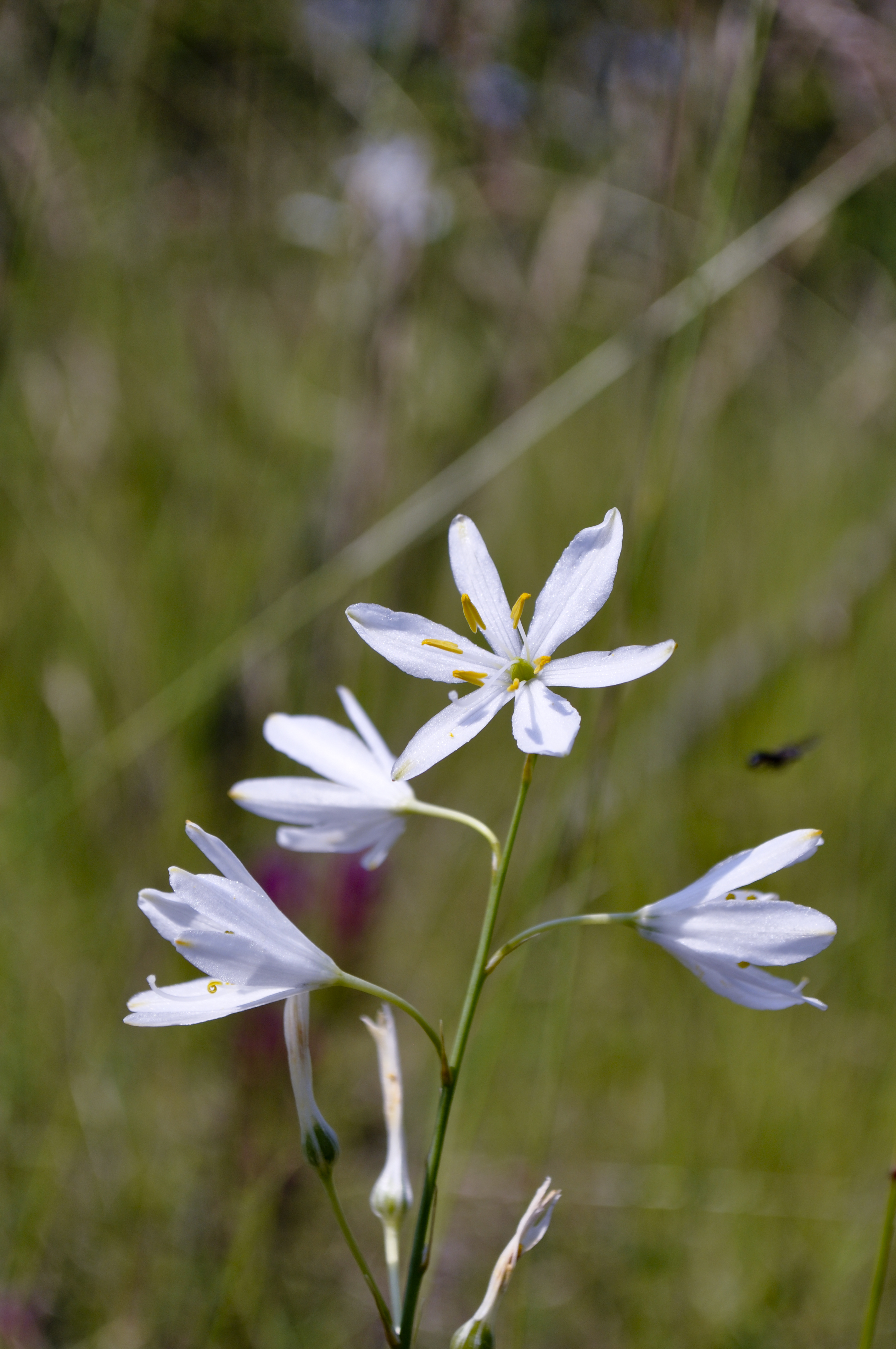
Bělozářka liliovitá
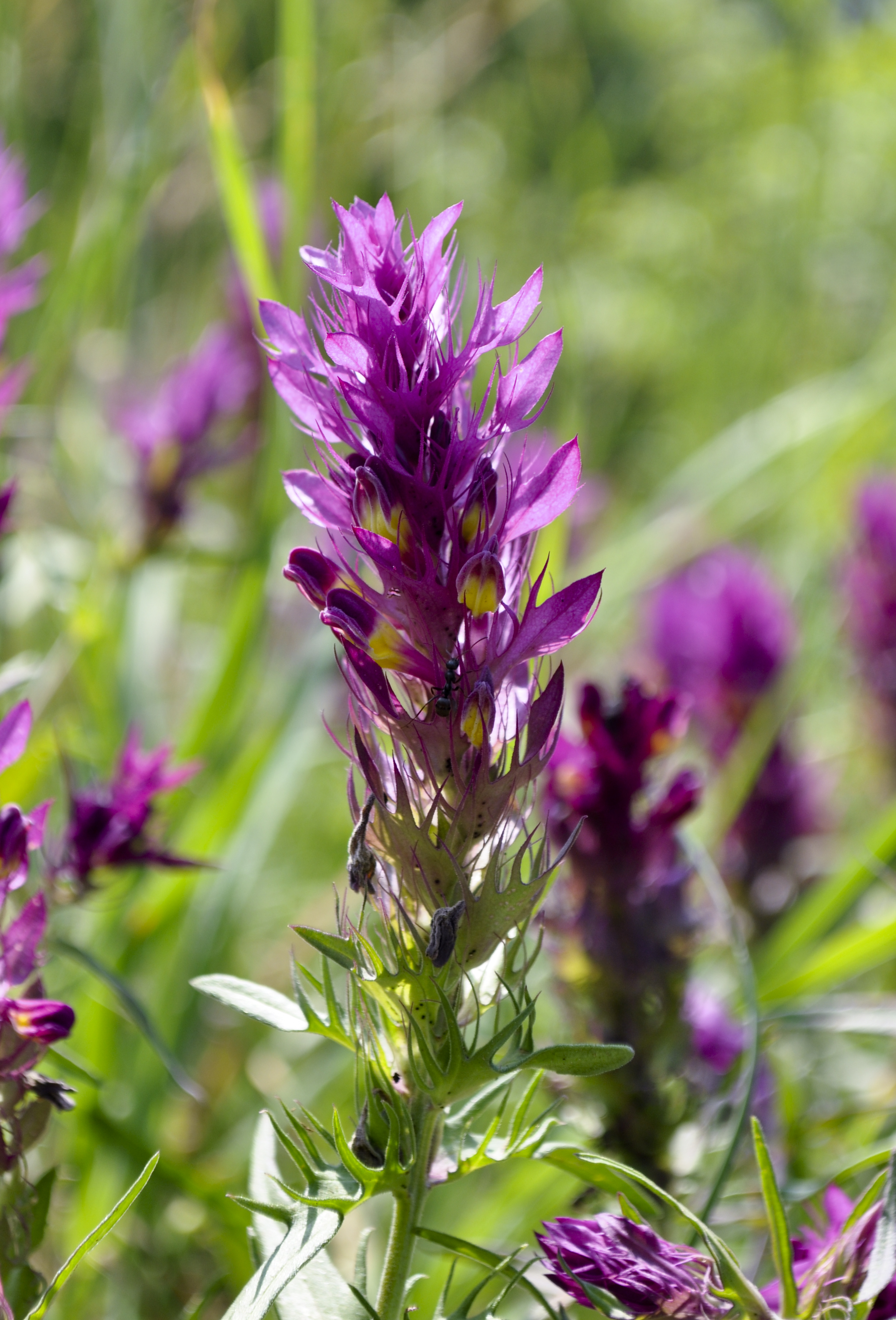
Černýš rolní
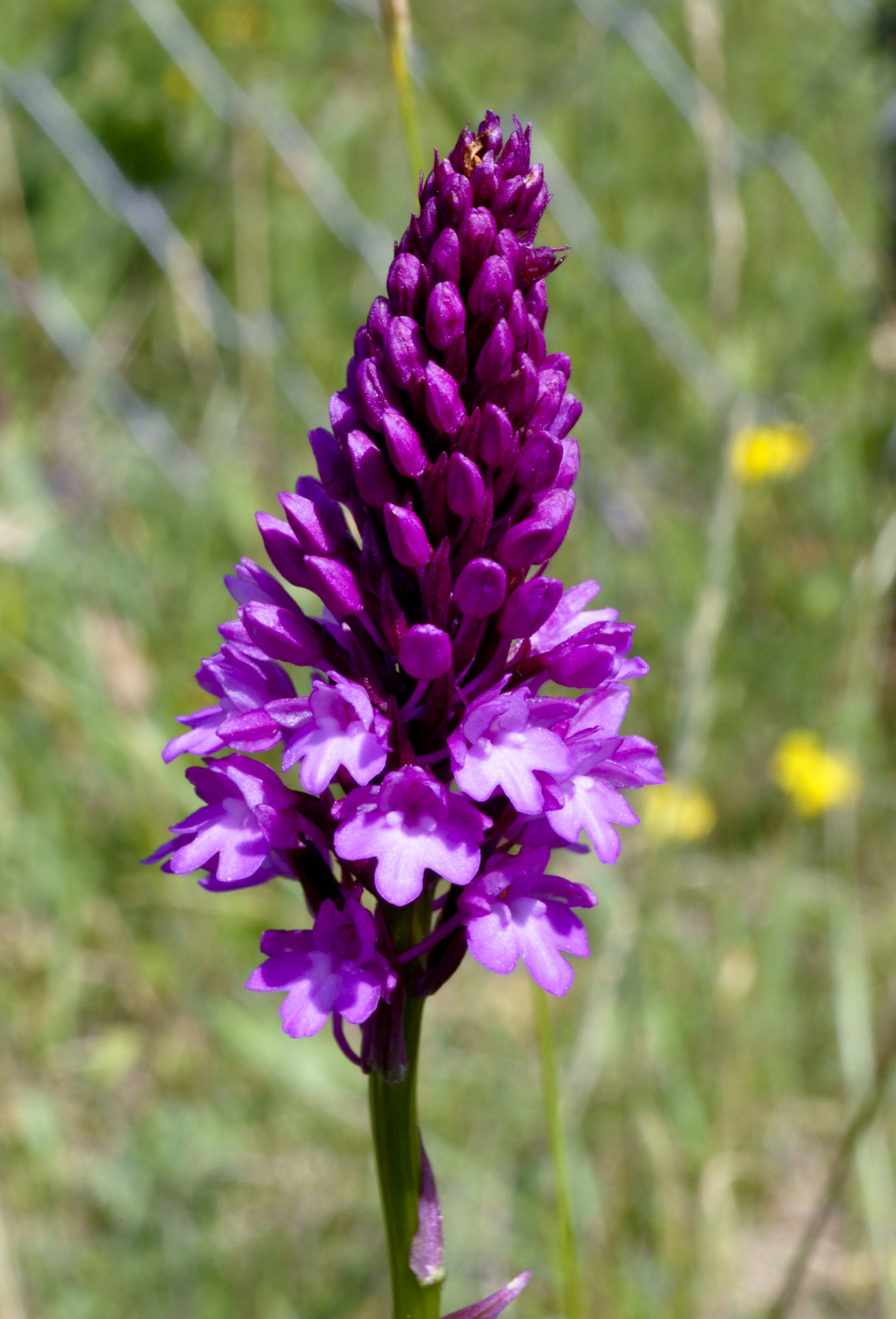
Orchidej rudohlávek jehlancovitý
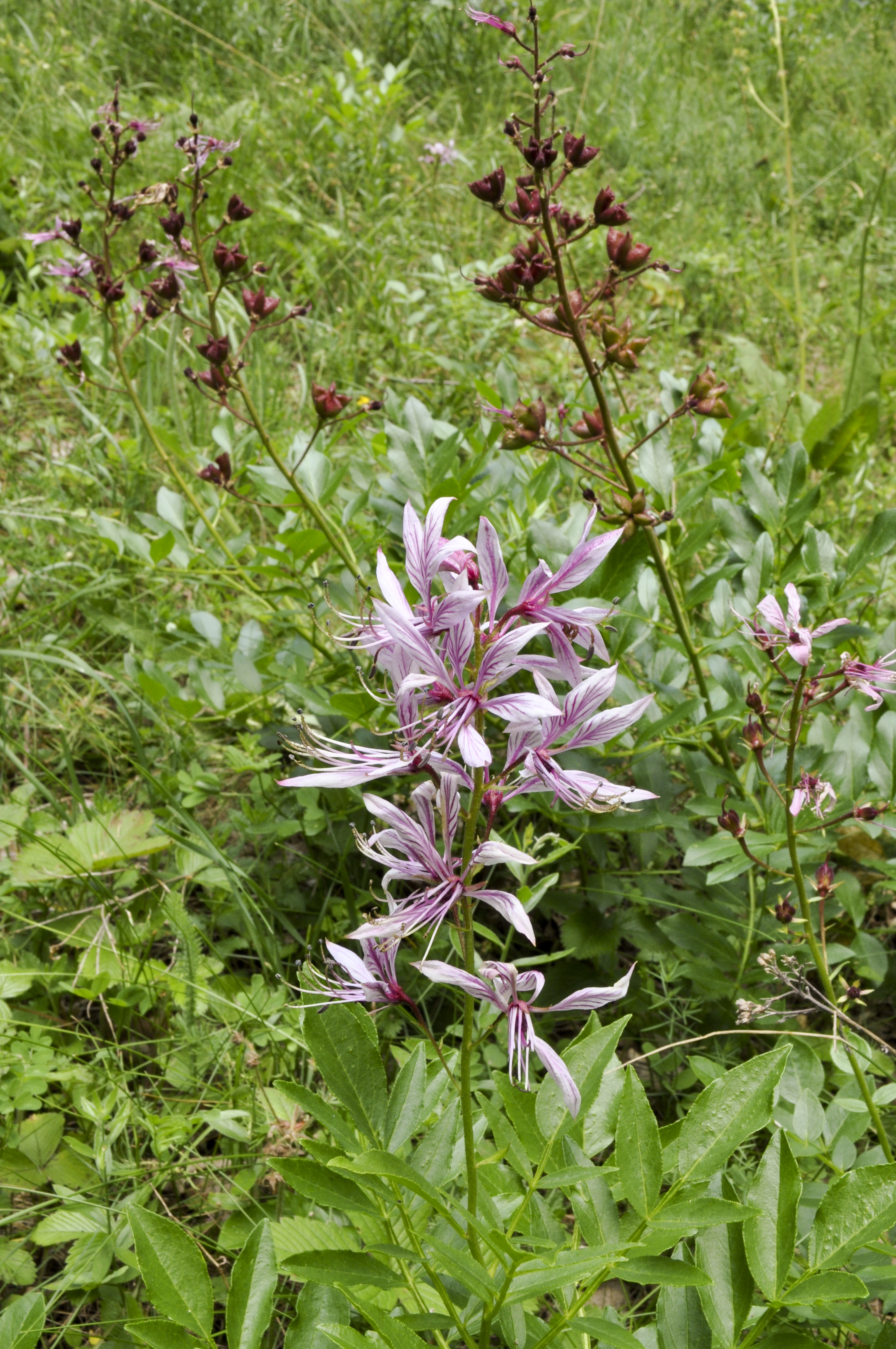
Třemdava bílá
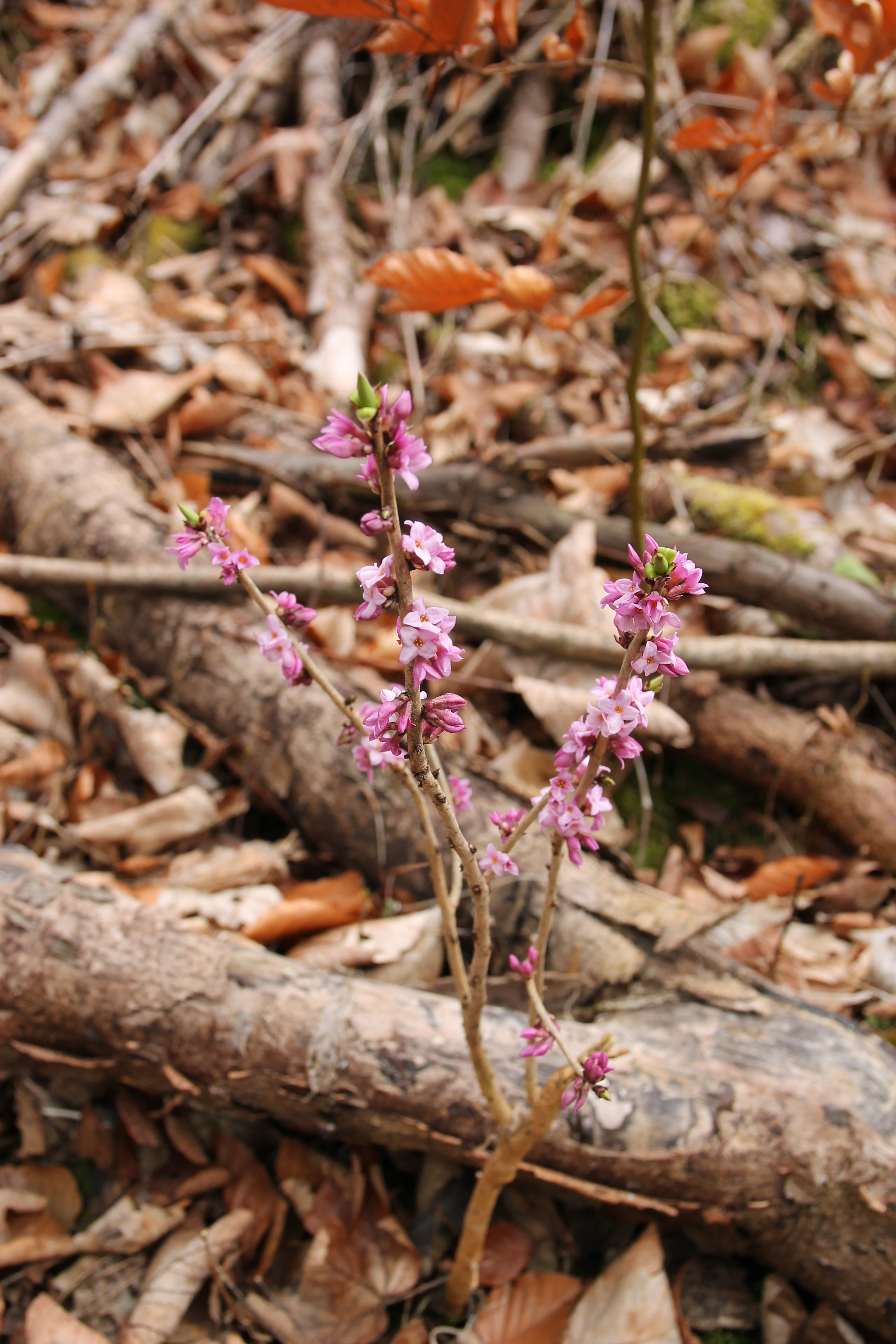
Kvetoucí lýkovec jedovatý

### Mykoflóra
Z oblasti bylo popsáno mnoho druhů hub a možno ji považovat za mykologicky nejbohatší oblast středních Čech. Byla tady zjištěna vzácná vřeckovýtrusá houba, dřevní tvrdohouba káčovka ploská (Biscogniauxia simplicior), káčovka mističková (Biscogniauxia marginata). Z hub tvořících plodnice pod zemí sem patří lanýž letní (Tuber aestivum) a lanýž ryšavý (T. rufum). Dřevní struhák význačný (Hyphoradulum conspicuum) ze stopkovýtrusných kornatcovitých a kornatka Pilátova (Peniophora pilatiana), pozemní kuřátečko bílé (Clavulinopsis tenuicula), z chorošů pak vzácný parazitický rezavec dubomilný (Inonotus dryophilus) nebo a z lupenatých velmi vzácný dřevní druh houžovec Pilátův (Lentinellus pilati). Z poloviny 20. století pocházejí sběry ohroženého ohnivce zimního (Microstoma protractum) a zranitelného choroše oříše (Polyporus umbellatus).

### Fauna
Rozmanitost živočišných druhů podobně jako rostlinná pestrost je obrovská. V skalních oblastech můžeme spatřit vzácně plže druhu Chondrina avenacea a Pyramidula pusilla, také závornatky Alinda biplicata bohemica a Clausilia dubia. V suťových lesích údolí Berounky žije endemit Trichia unidentata bohemica. Českým endemitem je závornatka Bulgarica nitidosa. V rezervaci žijí vzácní teplomilní pavouci sklípkánci Atypus affinis a A. piceus stepník rudý Eresus cinnaberinus, slíďáci Alopecosa sulzeri, nápadně chlupatý běžník Heriaeus oblongus, skákavka Neon rayi, v lokalitě Komárkově lesostepi byla nalezena vzácná pavučenka Panamomops affinis. Svůj nejsevernější výskyt v rámci Evropy má na Karlštejnsku mravkolev Formicaleo tetragrammicus. Z fytofágních brouků je zde spatřitelná řada významných druhů hlavně v xerotermních biotopech (skalní stepi, lesostepi apod.) – např. mandelinkovití Labidostomis humeralis, Lachnaia sexpunctata, Smaragdina xanthaspis, Cheilotoma musciformis, Argopus ahrensi, Apteropeda orbiculata, Psylliodes illyrica, P. thlaspis, P. toelgi, P. instabilis, luskokazovití Bruchidius cisti a B. unicolor, nosatcovití Apion aciculare (na devaterníku velkokvětém), A. oblivium, A. penetrans, A. austriacum, A. opeticum, Otiorhynchus fullo, Phyllobius incanus, Sitona inops, Smicronyx coecus, Tychius schneideri, T. crassirostris, Ceutorhynchus gallorhenanus, C. unguicularis (dosud jediný nález v Čechách), C. lukesi, C. nanus. Bylo tu nalezeno přes 200 druhů brouků střevlíkovitých jako Notiophilus rufipes, Harpalus cordatus, Harpalus tenebrosus centralis a Harpalus winkleri, ve vlhčích porostech vyskytující se typičtí Pterostichus burmeisteri, Abax ovalis, Molops elatus a M. piceus, a chráněný krajník pižmový (Calosoma inquisitor) vyskytující se na dubech. Z listorohých žije v rezervaci chráněný roháč obecný (Lucanus cervus) a menší černý roháček kozlík (Dorcus parallelepipedus). NPR Karlštein je známá výskytem kriticky chráněných druhů obojživelníků, patří k nim čolek velký (Triturus cristatus) podél Berounky skokan skřehotavý (Rana ridibunda). Vzácně byl zaznamenán čolek horský (Triturus alpestris) v lomu Paraple a v rybníčku na Břesnici. Běžně vyskytujícími druhy jsou čolek obecný (Triturus vulgaris) a skokan štíhlý (Rana dalmatina). Mlok skvrnitý (Salamandra salamandra) je rozšířen zejména v údolích potoků. Neuváženě zde byla vysazena ještěrka zelená (Lacerta viridis) a užovka stromová (Elaphe longissima). Hojně se zde vyskytuje užovka hladká (Coronella austriaca), další druh užovka podplamatá (Natrix tessellata) je vázaná především na údolí Berounky. V oblasti ornitologie je kriticky ohrožený zedníček skalní (Tichodroma muraria), každoročně zimující v okolí lomu Chlum. V stepních oblastech se vyskytuje pěnice vlašská (Sylvia nisoria), na Kačáku (Loděnici) ledňáček říční (Alcedo atthis) a na stráni nad Hostímí lelek lesní (Caprimulgus europaeus). Každoročně zde hnízdí včelojed lesní (Pernis apivorus), jestřáb lesní (Accipter gentilis), v lomech výr velký (Bubo bubo).
Svá zimoviště tu nachází více druhů netopýrů. Největšími z nich jsou štoly na Rešnách a Alkazaru, jeskyně na Chlumu a Arnoldka v lomu Čeřinka. Známé jsou i letní kolonie netopýra velkého (Myotis myotis) a také nedávno nalezená letní kolonie netopýra severního (Eptesicus nilssonii) v obci Karlštejn. Ve Svatém Janě je znám i kriticky ohrožený vrápenec malý (Rhinolophus hipposideros) z letní kolonie.

## Ochrana
Co se ochrany přírody týče v rámci NPR Karlštejn můžeme tuto oblast rozdělit na dvě základní skupiny a to na lesní porosty a nelesní společenstva. Speciální skupinu představují speciální druhy. Jedním z cílů ochrany lesních porostů je zavedení samovolného vývoje v obzoru 15 až 30 let a to v lesích kategorie 3 – Lesy přírodě blízké. Jako příklad slouží lokalita Doutnáč o rozloze 67,69 ha, kde je tento vývoj od 1. ledna 2004 zaveden.
Dlouhodobým cílem péče o lesní společenstva je dosáhnout prostorové, druhové a věkové skladbu lesa, jeho struktury a textury odpovídající přirozené druhové, věkové prostorové struktuře lesního porostu, při zachování unikátů živé a neživé přirody, jejichž existenci napomohl svým působením člověk. Z tohoto důvodu došlo k rozdělení území rezervace do tří základních skupin:
1. oblast trvale bez zásahů
2. oblast speciálního managementu
3. oblast lesnického managementu.

Právě třetí skupiny se nejvíce dotýká už zmiňovaný dlouhodobý plán péče a tedy návrat k přirozené stavbě lesa. Tato skupina zahrnuje největší plochu území NPR. Samotný plán počítá s několika základními kroky jako je odstranění některých druhů dřevin z druhové skladby porostů. Náhradou je hlavně dub pýřitý (Quercus pubescens) a dub zimní (Quercus petraca). Patří sem druhy: smrk ztepilý (Picea abies), modřín opadavý (Larix decidua), borovice černá (Pinus nigra). Další jednotkou z hlediska ochrany je ochrana významných druhů. Cílem péče je udržení podmínek pro jednotlivé druhy rostlin a živočichů. Druhy silně nebo kriticky ohrožené by měly být pravidelně monitorovány poněvadž jsou hlavními bioindikátory stavu daného biotopu. Mezi významné druhy patří: včelník rakouský, zvonovec liliolistý, rudohlávek jehlancovitý, lanýž letní, hřib královský, ploskoroh pestrý, muchomůrka císařská, roháč obecný, zlatohlávek chlupatý…

## Turismus
Oblast NPR Karlštejn je posetá množstvím turisticky značených tras (něco málo přes 40), přičemž některé z nich jsou přístupné i pro motorová vozidla a cyklisty. Mezi známější patří naučná stezka Svatojánský okruh (začátek a cíl je ve Svatém Janu pod Skalou) a Karlštejn (nástupní místa v obcích Srbsko a Karlštejn), dále například Amerika – Mužíkovy pole – Boubová, Srbsko – Králová studánka a mnoho dalších. Výjimkou nejsou ani horolezecké terény, kterých je v oblasti vyhlášených šest. Významnou kulturní památkou je samotný hrad Karlštejn založený v roce 1348 českým králem Karlem IV.

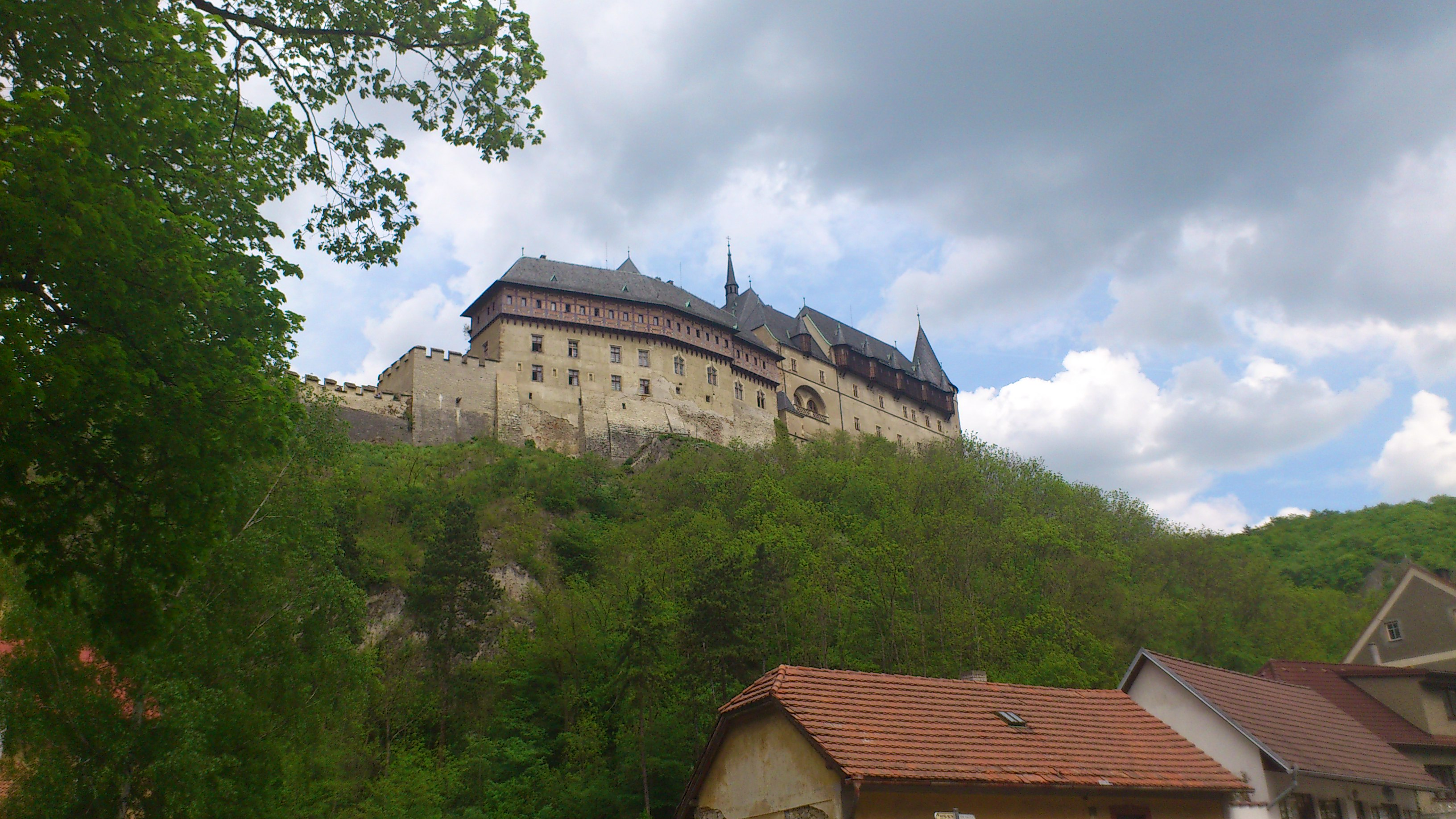
Karlštejn od vesnice
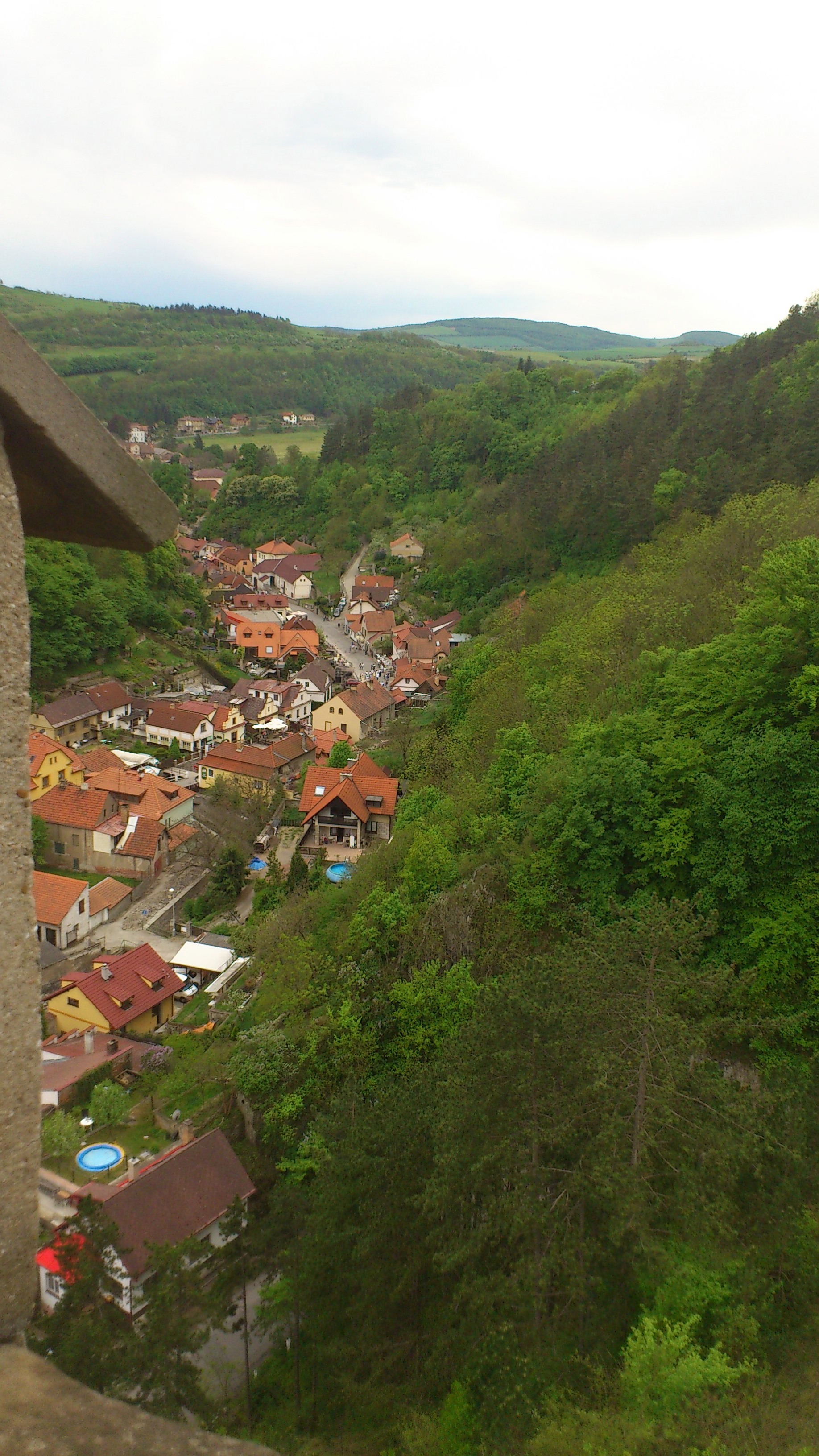
Údolí pod hradem